# SA-316
SA-316 es una carretera autonómica que une la localidad de Trabanca en la provincia de Salamanca con el límite de la provincia de Zamora.
Pertenece a la Red Complementaria Local de la Junta de Castilla y León.
Pasa por la localidad salmantina de Trabanca.

## Historia
La SA-316 constituye el tercero de los cuatro tramos de la Antigua carretera comarcal C-525. Los otros tres tramos son actualmente denominados como SA-215, SA-315 y ZA-316.

## Recorrido
| Trabanca (Intersección con /) - Fermoselle (Continuación por ) | Trabanca (Intersección con /) - Fermoselle (Continuación por ) | Trabanca (Intersección con /) - Fermoselle (Continuación por ) | Trabanca (Intersección con /) - Fermoselle (Continuación por ) | Trabanca (Intersección con /) - Fermoselle (Continuación por ) | Trabanca (Intersección con /) - Fermoselle (Continuación por ) | Trabanca (Intersección con /) - Fermoselle (Continuación por ) | Trabanca (Intersección con /) - Fermoselle (Continuación por ) | Trabanca (Intersección con /) - Fermoselle (Continuación por ) | Trabanca (Intersección con /) - Fermoselle (Continuación por ) | Trabanca (Intersección con /) - Fermoselle (Continuación por ) |
| Esquema                                                        | PK                                                             | Sentido Fermoselle (creciente)                                 | Sentido Fermoselle (creciente)                                 | Sentido Fermoselle (creciente)                                 | Sentido Fermoselle (creciente)                                 | Sentido Trabanca (decreciente)                                 | Sentido Trabanca (decreciente)                                 | Sentido Trabanca (decreciente)                                 | Sentido Trabanca (decreciente)                                 | Incidencias                                                    |
| Esquema                                                        | PK                                                             | Velocidad                                                      | Elemento                                                       | Salida                                                         | Salida                                                         | Salida                                                         | Salida                                                         | Elemento                                                       | Velocidad                                                      | Incidencias                                                    |
| Esquema                                                        | PK                                                             | Velocidad                                                      | Elemento                                                       | Dir.                                                           | Nombre                                                         | Nombre                                                         | Dir.                                                           | Elemento                                                       | Velocidad                                                      | Incidencias                                                    |
| -------------------------------------------------------------- | -------------------------------------------------------------- | -------------------------------------------------------------- | -------------------------------------------------------------- | -------------------------------------------------------------- | -------------------------------------------------------------- | -------------------------------------------------------------- | -------------------------------------------------------------- | -------------------------------------------------------------- | -------------------------------------------------------------- | -------------------------------------------------------------- |
|                                                                | 0                                                              |                                                                |                                                                |                                                                | Presa de Almendra Zamora Salamanca Ledesma                     | Presa de Almendra Zamora Salamanca Ledesma                     |                                                                |                                                                |                                                                | Ninguna                                                        |
|                                                                | 0                                                              | Fermoselle                                                     |                                                                |                                                                |                                                                |                                                                |                                                                |                                                                |                                                                | Ninguna                                                        |
|                                                                | 0                                                              | Villarino de los Aires                                         |                                                                |                                                                |                                                                |                                                                |                                                                |                                                                |                                                                | Ninguna                                                        |
|                                                                | 0                                                              | Vitigudino La Fuente de San Esteban                            |                                                                |                                                                |                                                                |                                                                |                                                                |                                                                |                                                                | Ninguna                                                        |
|                                                                | 0,1                                                            |                                                                |                                                                | REPSOL                                                         | REPSOL                                                         | REPSOL                                                         | REPSOL                                                         |                                                                |                                                                |                                                                |
|                                                                | 0,2                                                            |                                                                |                                                                | TRABANCA                                                       | TRABANCA                                                       | TRABANCA                                                       | TRABANCA                                                       |                                                                |                                                                | Ninguna                                                        |
|                                                                | 0,3                                                            |                                                                |                                                                | Incorporación desde                                            | Incorporación desde                                            | Incorporación desde                                            | Incorporación desde                                            |                                                                |                                                                | Solo vía de incorporación.                                     |
|                                                                | 2,0                                                            |                                                                | 5 km                                                           | Puerto de Montaña                                              | Puerto de Montaña                                              | Puerto de Montaña                                              | Puerto de Montaña                                              | 5 km                                                           |                                                                |                                                                |
| 7,0                                                            |                                                                |                                                                | 5 km                                                           | Puerto de Montaña                                              | Puerto de Montaña                                              | Puerto de Montaña                                              | Puerto de Montaña                                              | 5 km                                                           |                                                                |                                                                |
|                                                                | 7,755                                                          |                                                                |                                                                | Puente de San Lorenzo Río Tormes                               | Puente de San Lorenzo Río Tormes                               | Puente de San Lorenzo Río Tormes                               | Puente de San Lorenzo Río Tormes                               |                                                                |                                                                | Ninguna                                                        |
| Fermoselle                                                     | 7,755                                                          |                                                                |                                                                |                                                                |                                                                |                                                                |                                                                |                                                                |                                                                | Ninguna                                                        |